# Vanessa Phillips Women's Tournament
Il Vanessa Phillips Women's Tournament è un torneo femminile di tennis. Fondato nel 2013, si gioca annualmente sul cemento degli Eilat Municipal Courts di Eilat. Attualmente il torneo fa parte dell'ITF Women's Circuit.

## Albo d'oro

### Singolare
| Anno        | Campionessa       | Finalista    | Punteggio        |
| ----------- | ----------------- | ------------ | ---------------- |
| 2013        | Alla Kudryavtseva | Raluca Olaru | 6(4)–7, 6–3, 6–2 |
| ↑ ITF 10K ↑ |                   |              |                  |

### Doppio
| Anno        | Campionesse                    | Finaliste                 | Punteggio |
| ----------- | ------------------------------ | ------------------------- | --------- |
| 2013        | Alla Kudryavtseva Raluca Olaru | Ilona Kramen' Pemra Özgen | 6–3, 6–3  |
| ↑ ITF 10K ↑ |                                |                           |           |

## Vanessa Phillips Women's Tournament 2
Il torneo si gioca la settimana successiva del Vanessa Phillips Women's Tournament.

### Albo d'oro

#### Singolare
| Anno        | Campionessa     | Finalista       | Punteggio     |
| ----------- | --------------- | --------------- | ------------- |
| 2013        | Elina Svitolina | Marta Sirotkina | 6–3, 3–6, 7–5 |
| ↑ ITF 75K ↑ |                 |                 |               |

#### Doppio
| Anno        | Campionesse                       | Finaliste                            | Punteggio |
| ----------- | --------------------------------- | ------------------------------------ | --------- |
| 2013        | Alla Kudryavtseva Elina Svitolina | Corinna Dentoni Aliaksandra Sasnovič | 6–1, 6–3  |
| ↑ ITF 75K ↑ |                                   |                                      |           |